# Amirkhan Chomakhov
Amirkhan Kamizovitch Chomakhov ((kbd) Щомáхуэ Амырхъáн Къамы́зэ и къуэр) est un écrivain, poète et romancier kabarde (adyghe), né le 27 septembre 1910 (10 octobre dans le calendrier grégorien) dans le village de Kanchouéï dans l'Oblast du Terek de l'Empire russe et mort le 13 juillet 1988 à Naltchik en URSS. Il est l'un des fondateurs de la littérature kabarde d'enfance et de jeunesse,,, détenteur des titres honorifiques du Maître émérite des arts, obtenu en 1949 et du Poète populaire de la République socialiste soviétique autonome kabardino-balkare, obtenu en 1977,.

## Biographie

### Enfance et jeunesse
Dans son enfance, Chomakhov fréquentait une des madrassas de son village natal. Après l'avènement du pouvoir soviétique en Kabardie, il termine l'école élémentaire et en 1924, s'installe à Naltchik pour faire ses études. De 1929 à 1933, il continue son éducation à l'Institut pédagogique de Ordjonikidzé (Vladikavkaz), en Ossétie-du-Nord et à l'issue de la licence, commence à enseigner dans un lycée pédagogique de Naltchik. 

### Enseignement et engagement
En 1935, il commence son service dans l'armée soviétique. Après sa démobilisation, il rentre à Naltchik où il travaille dans le lycée où il a étudié, à l'Institut pédagogique de Ordjonikidzé, comme professeur, conseiller principal d'éducation et directeur. De 1938 à 1940, Chomakhov est engagé comme rédacteur en chef du quotidien central de la République Kabardino-Balkarie. En 1940, il est nommé secrétaire du comité régional du parti communiste à Baksan. Au début de l'année 1941, Chomakhov est désigné commissaire (ministre) de l’Éducation de la République. Durant l'occupation allemande de Naltchik, il est chargé de la propagande antifasciste (responsable de la production des tracts notamment). 

### Après-guerre
Après la libération de Naltchik en 1943, Chomakhov travaille comme rédacteur en chef du quotidien républicain Pravda Kabardino-Balkarie, de 1943 à 1945, puis en tant que secrétaire du comité régional du parti communiste à la région de Baksan, de 1945 à 1946. Il devient aussi directeur de la Maison kabardienne d'édition, de 1946 à 1949 et retrouve par la suite son poste de ministre de l'Éducation de la République, de 1949 jusqu'en 1952.

## Œuvres littéraires
Ses premiers vers sont publiés en 1933, dans un recueil de poèmes nommé Le premier pas ((kbd) Япэ лъэбакъуэ). Parmi ses ouvrages en prose, il faut mentionner le récit Kolkhoze en feu (1958), les romans L'aube sur le Terek (1968) et Chevaliers montagnards (1970),,. Le premier recueil des poèmes pour les enfants,(kbd)Сабийхэм папщӀэ усэхэр (Les vers pour enfants), paraît en 1949 (voir Littérature kabarde d'enfance et de jeunesse),.

## Distinctions
Ordre de «L'Insigne d'honneur» (1957, 1970)
Médaille «Pour la défense du Caucase» (1944)
Médaille «Pour le Travail Vaillant dans la Grande Guerre Patriotique 1941–1945» (1945)
Médaille « En commémoration du 100e anniversaire de la naissance de Lénine 1870 - 1970 » (en) (1970)
Médaille «En commémoration du 30e anniversaire de la Victoire sur l'Allemagne» (1976)

## Hommages
En 2010, à l'occasion de l'anniversaire du centenaire d'Amirkhan Chomakhov, le conseil municipal de la ville de Naltchik adopte la résolution d'ériger une plaque commémorative en son honneur. La plaque en mémoire du poète est apposée sur la façade de l'immeuble où il vécut à Naltchik.